# До розслідування приступити
«До розслідування приступити» (рос. «К расследованию приступить») — радянський чотирисерійний детективний художній фільм 1987 року режисера Андрія Бенкендорфа. Складається з двох двосерійних фільмів: «Версія» і «Наклеп».

## Сюжет
Кілька старих друзів — співробітників прокуратури СРСР, яких доля розкидала по різних республіках СРСР, — раз на рік збираються разом, щоб пом'янути загиблого товариша і поділитися незвичайними справами зі своєї практики.

## Творча група
- Автор сценарію: Іван Менджерицький, Борис Антонов
- Режисер-постановник: Андрій Бенкендорф
- Оператор-постановник: Сергій Стасенко
- Композитор: Микола Каретников, Іварс Вігнерс